# Kopački akvarel
Kopački akvarel likovni je projekt osječke Udruge kulture i umjetnosti Otvoreni atelje čija je zamisao da pozvani slikari kao gosti udruge u godišnjim dobima kad to sami odluče, pojedinačno ili u manjim skupinama, borave u Kopačkom ritu i u ponuđenim čarolijama prirode potraže svoj umjetnički, akvarelistički izraz.
Izložba Kopački akvarel, na kojoj su svoje akvarele izložili Vladimir Androić, Ivica Antolić, Mato Jurković, Bogomil Karlavaris, Dragutin Kiš, Nenad Opačić, Đorđe Petrović, Frane Radak i Đurđena Zaluški-Haramija, bila je otvorena u listopadu 2005. godine u osječkoj Galeriji Pegaz. Kasnije je prenesena u Zagreb, u izložbeni prostor   Nacionalne i sveučilišne knjižnice .
Izvor:
- Maja Celing: "U tišini i bojama Kopačkog rita", Osječki dom, VI, 760, 14 - Osijek, 20-21. X. 2005.